# Bazyli Poskrobko
Bazyli Poskrobko (ur. 1941, zm. 28 października 2021) – polski ekonomista, prof. dr hab.

## Życiorys
Obronił pracę doktorską, 5 maja 1994 habilitował się na podstawie pracy zatytułowanej Sterowanie procesami ochrony środowiska. 31 lipca 2000 nadano mu tytuł profesora w zakresie nauk ekonomicznych. Został zatrudniony na stanowisku profesora w Katedrze Ekonomii Wyższej Szkole Ekonomicznej w Białymstoku, oraz profesora zwyczajnego w Katedrze Gospodarowania Środowiskiem i Turystyki Wyższej Szkole Ekonomicznej w Białymstoku, w Zakładzie Zrównoważonego Rozwoju na Wydziale Ekonomii i Zarządzania Uniwersytetu w Białymstoku, w Katedrze Ekonomii i Ekologii na Wydziale Finansów i Informatyki Wyższej Szkole Finansów i Zarządzania w Białymstoku i w Instytucie Inżynierii i Ochrony Środowiska na Wydziale Budownictwa i Inżynierii Środowiska Politechniki Białostockiej.
Był kierownikiem Katedry Gospodarowania Środowiskiem i Turystyki Wyższej Szkole Ekonomicznej w Białymstoku, wiceprzewodniczącym na Oddziale Polski Europejskiego Stowarzyszenia Ekonomistów Środowiska i Zasobów Naturalnych, a także członkiem Komitetu Przestrzennego Zagospodarowania Kraju Prezydium Polskiej Akademii Nauk.
Zmarł 28 października 2021, pochowany na Cmentarzu Miejskim w Białymstoku.